# Stephanolepis setifer
Stephanolepis setifer es una especie de peces de la familia Monacanthidae en el orden de los Tetraodontiformes.

## Morfología
Los machos pueden llegar alcanzar los 20 cm de longitud total.

## Alimentación
Come probablemente plantas y invertebrados pequeños

## Depredadores
Es depredado por Fistularia tabacaria y   Lutjanus analis.

## Hábitat
Es un pez de mar de clima subtropical y asociado a los  arrecifes de coral que vive hasta los 80 m de profundidad.

## Distribución geográfica
Se encuentra en el Índico, el Pacífico y el Atlántico occidental (desde Bermuda, Carolina del Norte - Estados Unidos - y el norte del Golfo de México hasta el sureste del Brasil